# Interés propio ilustrado
Se conoce como interés propio ilustrado a una filosofía en ética que sostiene que las personas que actúan para promover los intereses de los demás (o los intereses del grupo o grupos a los que pertenecen) terminan sirviendo, en última instancia, a su propio interés personal.
A menudo se expresa de manera simple mediante la creencia de que un individuo, un grupo o incluso una entidad comercial puede "prosperar haciendo el bien".
El término ha sido criticado como un mero recurso ideológico o semántico de la teoría económica neoclásica para justificar este tipo de comportamiento. Se ha considerado, en el mejor de los casos, una variante del interés propio que resulta inadecuada para el establecimiento de relaciones personales y públicas, ya que, al igual que la definición de interés propio en el modelo estándar de elección racional, no logra caracterizar el comportamiento humano desde una perspectiva ética, psicológica y cognitiva.

## Conceptos relacionados y contrastantes

### Interés propio no ilustrado
En contraste con el interés propio ilustrado se encuentra la simple codicia o el concepto de interés propio no ilustrado. Según este planteamiento, cuando la mayoría o la totalidad de las personas actúan basándose en un egoísmo miope, el grupo en su conjunto sufre pérdidas debido a conflictos, disminución de la eficiencia y productividad por falta de cooperación, y el aumento de los costos que cada individuo debe asumir para proteger sus propios intereses. Si se selecciona al azar a un individuo típico dentro de dicho grupo, es improbable que esa persona obtenga beneficios significativos de una ética grupal basada en el egoísmo no ilustrado.
Aunque algunos individuos podrían beneficiarse materialmente de una filosofía basada en la codicia, los defensores del interés propio ilustrado sostienen que estos individuos representan una pequeña minoría. Por el contrario, la gran mayoría de las personas experimentaría una pérdida personal neta bajo una filosofía de egoísmo simple y no ilustrado.
El interés propio no ilustrado puede conducir a fenómenos como la tragedia de los bienes comunales.

## Regla de oro
El interés propio ilustrado está relacionado con la regla de oro: actuar hacia los demás de la misma manera en que se desea que los demás actúen hacia uno mismo. El razonamiento, por ejemplo, podría ser: "No robaré porque si robo, otros podrían robarme a mí, y la creación de una sociedad de ladrones probablemente me perjudicaría". También se vincula con la segunda parte del Primer Mandamiento: "Ama a tu prójimo como a ti mismo".

## Gratificación aplazada
El interés propio ilustrado también tiene implicaciones para los beneficios a largo plazo en contraposición a los beneficios a corto plazo para uno mismo. Cuando un individuo persigue el interés propio ilustrado, puede sacrificar intereses inmediatos para maximizar los intereses a largo plazo. Esta es una forma de gratificación aplazada.
Un individuo puede optar por renunciar a la gratificación inmediata apoyando y no interfiriendo en la búsqueda del interés propio de los demás. También puede ser necesario que una persona sacrifique su propio interés inmediato con el fin de mantener una relación positiva con un grupo de individuos con los que se identifica. Por ejemplo, un comerciante probablemente maximizará sus ganancias a largo plazo si decide ser generoso con sus clientes de manera que supere los requisitos de la política, como aceptar devoluciones y reembolsar el precio de compra cuando no esté obligado a hacerlo por políticas explícitas. Al hacerlo, puede perder ganancias a corto plazo, pero probablemente obtendrá beneficios a largo plazo debido al aumento del volumen de negocios al ganar una reputación de ser razonable, honesto y generoso.

## Altruismo
El interés propio ilustrado también se diferencia del altruismo, que insta a las personas a actuar en beneficio de los demás, a menudo a expensas de sus propios intereses y sin la expectativa de obtener un beneficio material en el futuro. Algunos defensores del interés propio ilustrado podrían argumentar que el altruismo puro fomenta la ineficiencia.

## Egoísmo racional
El egoísmo racional es un término generalmente relacionado con el objetivismo de Ayn Rand, que se refiere a los esfuerzos de una persona por velar por su propio bienestar, cultivar el yo y alcanzar metas para el beneficio del yo. El enfoque en el egoísmo racional podría considerarse más autogestionado (donde el beneficio para el grupo o la sociedad es un posible subproducto) que el enfoque del interés propio ilustrado, que es más dirigido al grupo (y el beneficio para uno mismo podría ser más un subproducto). Algunos autores sostienen que este concepto eleva el egoísmo al nivel de un principio moral.

## Relevancia del término
El secretario general de la ONU, António Guterres, instó a los líderes mundiales a actuar con un "interés propio ilustrado" frente al cambio climático, subrayando que el futuro del planeta está en juego. Aunque la acción climática puede parecer altruista, Guterres destacó que también beneficia los propios intereses de las naciones y la humanidad, ya que enfrentar la crisis climática no solo es una cuestión de justicia, sino también una necesidad para asegurar la estabilidad, la economía y la seguridad globales a largo plazo.